# 2918 Salazar
2918 Salazar eller 1980 TU4 är en asteroid i huvudbältet som upptäcktes den 9 oktober 1980 av den amerikanska astronomen Carolyn S. Shoemaker vid Palomar-observatoriet. Den är uppkallad efter upptäckarens svärson, Frederick Salazar.
Asteroiden har en diameter på ungefär 20 kilometer och den tillhör asteroidgruppen Themis.